# Station Jasło
Station Jasło is een spoorwegstation in de Poolse plaats Jasło.